# Wimbledon Green
Wimbledon Green est un album de bande dessinée alternative de Seth, imprimée en bichromie et publié en 2006 au Canada par Drawn and Quarterly. En France, l'album a été publié par les Éditions du Seuil.
Seth présente son travail comme la publication d'un carnet de croquis, et le dédicace à Chris Ware. S'il s'est montré surpris de l’intérêt suscité par son album, qu'il a conçu comme « un exercice, sans but commercial », la critique apparait comme unanime dans son appréciation positive de l’œuvre,,,.
L'album dévoile la vie du mystérieux « Wimbledon Green », le plus grand collectionneur de comics du monde. À travers son histoire, l'auteur rend un hommage satirique au monde des collectionneurs.